# Encefalopatia AIDS
Encefalopatia AIDS, inaczej zespół otępienny w przebiegu AIDS (ang. AIDS dementia complex – ADC) lub encefalopatia HIV – zespół objawów neurologicznych i psychicznych występujący u ludzi zakażonych wirusem HIV. Prawdopodobną przyczyną choroby są przechodzące przez barierę krew-mózg zakażone limfocyty, które doprowadzają do zakażenia komórek występujących w mózgu, a w szczególności neuronów, astrocytów i oligodendrocytów. Inne przyczyny obejmują działanie toksyn, zarówno leukocytów chorego, jak i wirusów (wirotoksyn), a także reakcje autoimmunologiczne. Około 1 na 1000 osób zarażonych HIV przejawia objawy ADC.
Objawy różnią się w zależności od stopnia zaawansowania choroby:
1. Stadium 0 (normalne) – nie występują żadne objawy.
2. Stadium 0,5 (subkliniczne) – mogą być obecne niewielkie zaburzenia ruchu lub patologiczne odruchy (np. odruch pyszczkowy). Chory często zapomina czynności, jakie przed chwilą wykonywał (np. o włączonym żelazku).
3. Stadium 1 (łagodne) – pacjent wykazuje zmniejszoną sprawność umysłową w testach neuropsychologicznych, ale radzi sobie w codziennych aktywnościach i potrafi chodzić bez wsparcia. Czasami występuje objaw Babińskiego.
4. Stadium 2 (umiarkowane) – chory nie jest w stanie wykonywać pracy zawodowej i nie radzi sobie w zaawansowanych czynnościach domowych. Wzmożenie odruchów powoduje trudności w chodzeniu. Zdarzają się też objawy psychiatryczne, takie jak mania.
5. Stadium 3 (ciężkie) – pacjent nie może chodzić samodzielnie, jego myśli są bardzo wolne. Widoczny jest duży deficyt neurologiczny.
6. Stadium 4 (faza schyłkowa) – chory znajduje się niemal w stanie wegetatywnym, najczęściej nie potrafi mówić. Obecna jest parapareza lub paraplegia wraz z nietrzymaniem moczu i kału.

Choroba może ulec regresji (a nawet całkowitemu cofnięciu objawów) przy stosowaniu terapii HAART.

## Klasyfikacja ICD10
| kod ICD10     | nazwa choroby                                                   |
| ------------- | --------------------------------------------------------------- |
| ICD-10: B22.0 | Choroba wywołana przez HIV, której skutkiem jest encefalopatia  |
| ICD-10: B22.0 | Otępienie w zespole nabytego niedoboru odporności [HIV] (B22.0) |